# Telicomys
Telicomys – rodzaj wymarłego ssaka z rodziny pakaranowatych.
Nazwa pochodzi od greckich słów τηλικος i μυς i odnosi się do wielkości zwierzęcia.
Największy z gatunków, T. gigantissimus, osiągał ponad 2 m długości, należąc do największych gryzoni świata.
Zwierzę żyło na kontynencie południowoamerykańskim od późnego miocenu do wczesnego pliocenu.
Najbliższy żyjący krewny tego rodzaju to o wiele mniejsza pakarana.